# Ronda
Ronda es un municipio y ciudad española perteneciente a Andalucía, situada en el noroeste de la provincia de Málaga. Es la cabeza del partido judicial homónimo y la capital de la comarca de la Serranía de Ronda.
En 2023 contaba con 33 329 habitantes, que lo convierten en el segundo municipio más poblado del interior de la provincia tras Antequera. Su término municipal se extiende sobre una meseta conocida como depresión de Ronda por las sierras que la circundan. Tiene una superficie de 397,62 km² y una densidad de población de 83,82 hab/km².
Ronda tiene su origen en la Arunda romana, que se constituiría a partir de asentamientos ibéricos existentes. Los visigodos le dieron continuidad hasta la llegada de los musulmanes, quienes consolidaron su función de cabecera comarcal y su entidad urbana. Su emplazamiento facilitó la defensa de la ciudad y la puso en una situación estratégica para dominar los pasos y caminos hacia la Baja Andalucía. Esto y la disponibilidad de tierras aptas para la agricultura le concedieron finalmente una importancia histórica notable.
La ciudad se asienta sobre una meseta cortada por un profundo tajo excavado por el río Guadalevín, al que asoman los edificios de su centro histórico, lo que confiere a la ciudad una panorámica pintoresca que, unida a la variedad de monumentos que posee, a su entorno natural y a su cercanía a los grandes centros del turismo de masas de la Costa del Sol, ha convertido a Ronda en un centro turístico notable. La cornisa del tajo y el puente que lo salva son la imagen por antonomasia de la ciudad.

## Geografía
El término municipal de Ronda ocupa la llamada depresión de Ronda y está rodeado por sierras. En el interior, el relieve es suave y comprende zonas de dehesa y zonas hortícolas y cerealistas. Debido a la amplia extensión del municipio, la altitud oscila entre los 1919 m sobre del nivel del mar del pico Torrecilla (término municipal de Tolox) y los 570 m en la zona más baja, junto al vecino municipio de Arriate.

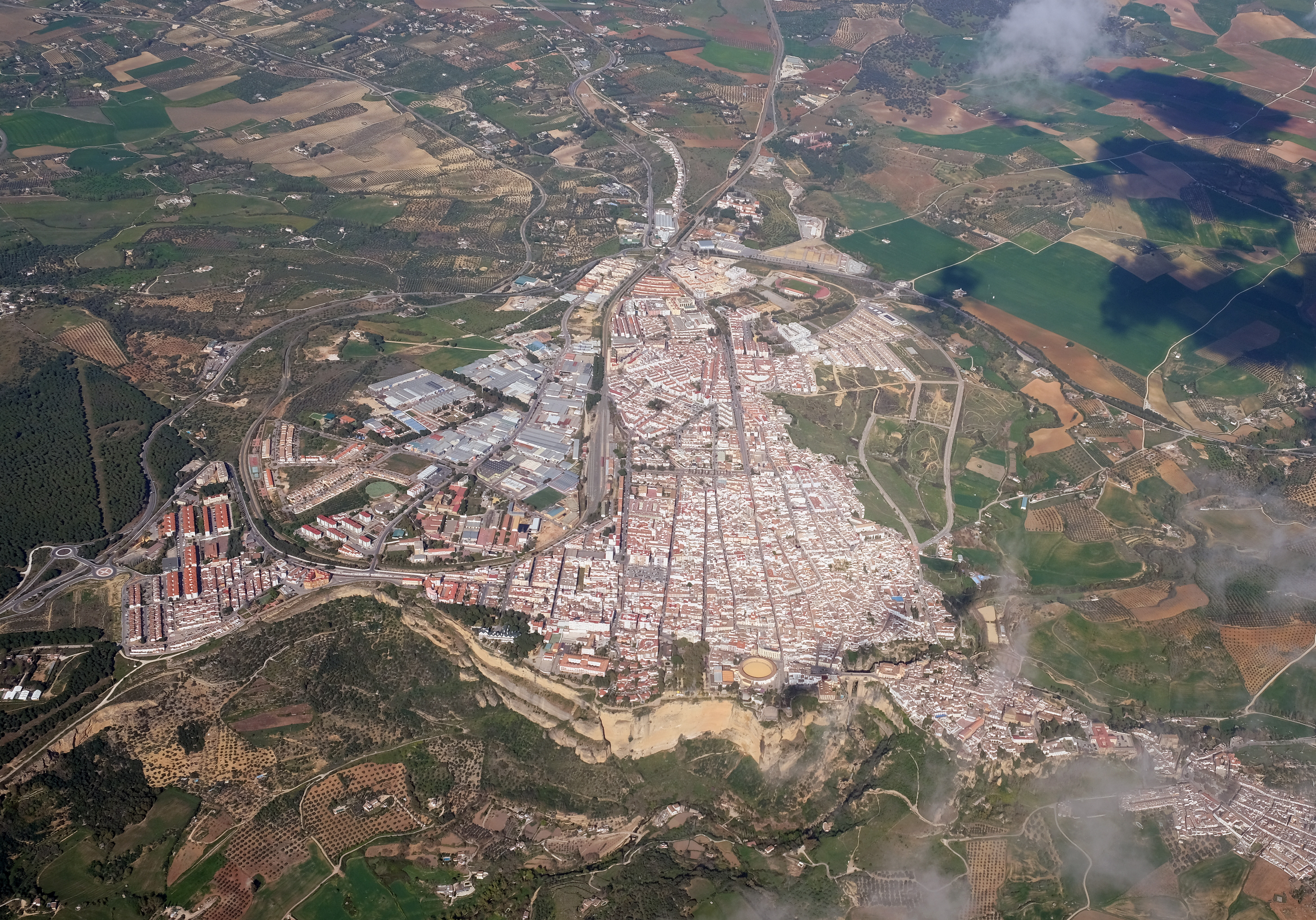
Vista aérea de Ronda

La ciudad se asienta sobre una meseta rocosa a 723 m sobre el nivel del mar, dividida en dos partes por un cañón conocido como el Tajo de Ronda, por el que discurre el río Guadalevín, afluente del río Guadiaro. El tajo se extiende además sobre el valle de los Molinos. Al este de la ciudad se encuentra el parque nacional de la Sierra de las Nieves, al sur el valle del Genal, al oeste la sierra de Grazalema y al norte otras tierras más llanas en dirección a Campillos. La localidad está situada a unos 100 km de la ciudad de Málaga.
Dentro del término municipal de Ronda, se encuentra enclavado el término municipal de Arriate de extensión considerablemente menor.
| Noroeste: Montecorto y El Gastor | Norte: Setenil de las Bodegas y Olvera                | Noreste: Cañete la Real, Serrato y Cuevas del Becerro |
| Oeste: Grazalema                 |                                                       | Este: El Burgo y Yunquera                             |
| Suroeste Benaoján y Montejaque   | Sur: Parauta, Cartajima, Júzcar, Faraján y Alpandeire | Sureste: Tolox                                        |

### Clima
| Núcleo           | Habitantes |
| ---------------- | ---------- |
| Ronda            | 31.685     |
| Rosalejo         | 1139       |
| Los Prados       | 495        |
| La Cimada        | 284        |
| Los Pinos        | 109        |
| Puerto del Sauco | 25         |

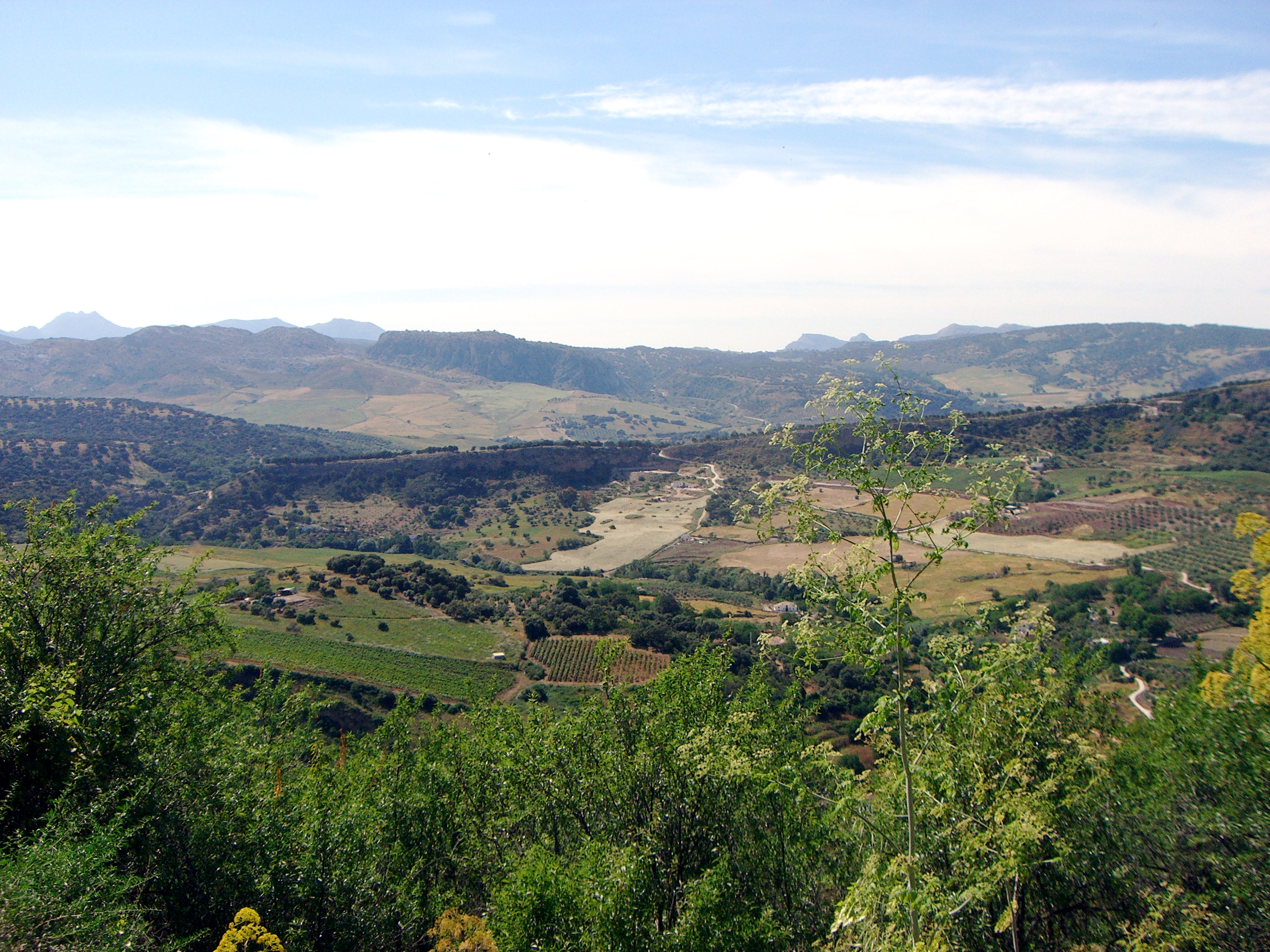
Vista de la vega de Ronda desde la ciudad

El clima de la Serranía de Ronda es de tipo clima mediterráneo típico. Se caracteriza por tener un régimen estacional bastante regular, veranos cálidos y secos e inviernos moderadamente frescos con varias temperaturas bajo cero. En primavera y otoño las temperaturas suelen ser suaves y moderadamente cálidas hacia la segunda mitad de la primavera y primera mitad del otoño. La temperatura media anual está en torno a los 16 °C. Las precipitaciones son abundantes con valores superiores a los 1000 mm/año y 1700 mm/año en las zonas más occidentales, próximas a la sierra de Grazalema, el lugar más lluvioso de la mitad sur de la península.

### Flora y fauna
El municipio de Ronda abarca parte del parque nacional de la Sierra de las Nieves y del parque natural de la Sierra de Grazalema. Estos parques poseen una gran riqueza natural, con numerosas especies animales y vegetales, algunas de las últimas casi únicas en el mundo, como el pinsapo o el quejigo de montaña; otras especies animales como la cabra montés o la nutria mantienen en esta reserva poblaciones de individuos estables.

## Historia

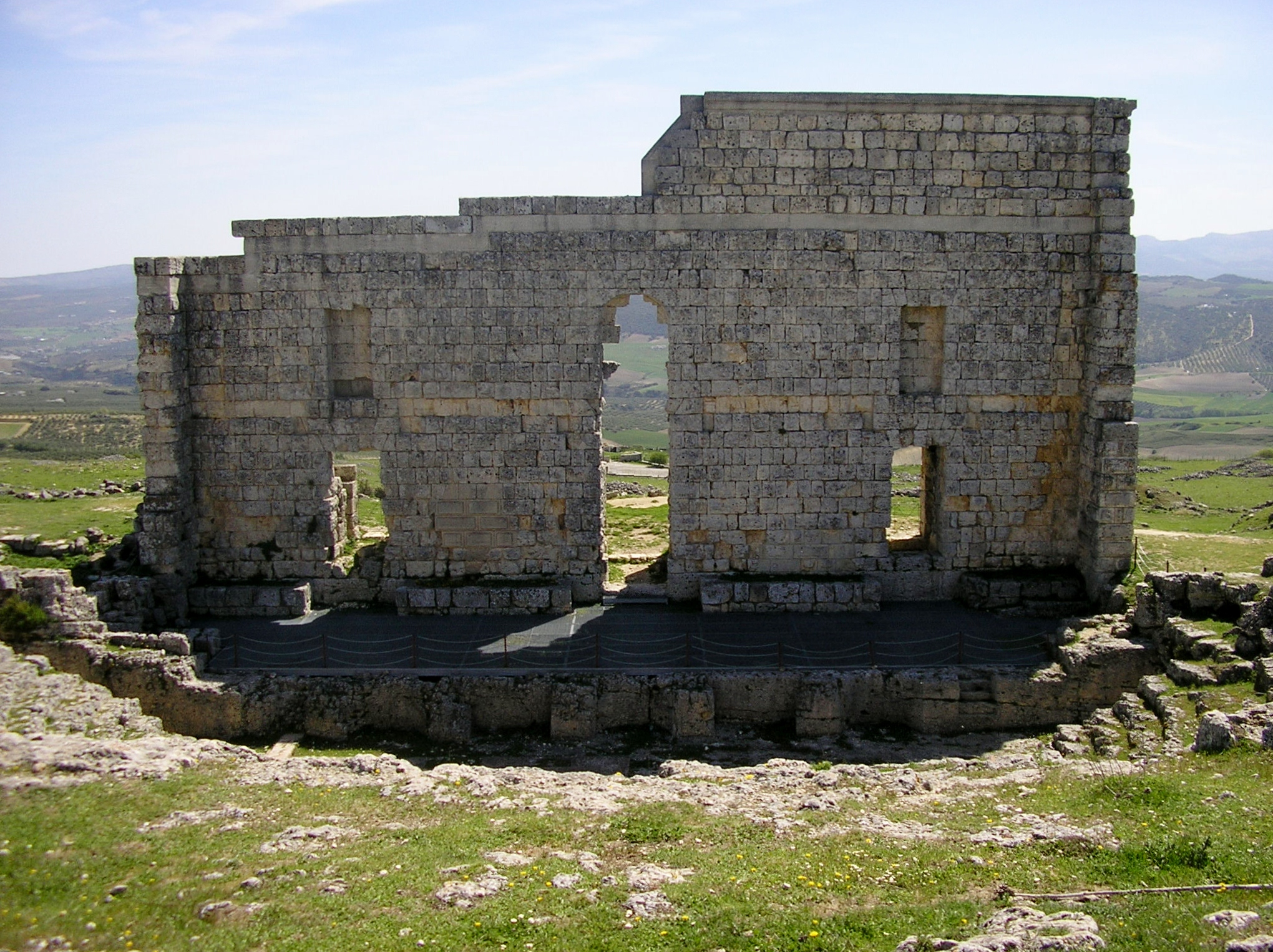
Teatro de Acinipo

### Prehistoria y Edad Antigua
Aunque en el entorno de la ciudad se han encontrado restos prehistóricos que se remontan al Neolítico entre los que destacan las pinturas rupestres de la cueva de la Pileta, los orígenes de Ronda se deben a los celtas, quienes en el siglo VI a. C. la llamaron Arunda. Posteriormente, los fenicios se instalaron en una aldea cercana que llamaron Acinipo. Arunda, tras ser conquistada por los griegos, pasó a denominarse Runda.
Pero Ronda como tal fue fundada como consecuencia de la segunda guerra púnica, durante la campaña que el general romano Escipión el Africano llevó a cabo contra los cartagineses que dominaban la Hispania a finales del siglo III a. C. Es entonces cuando se mandó construir el castillo de Laurus el cual favoreció el asentamiento de la población a su alrededor y alcanzando en tiempos de Julio César el rango de ciudad, adquiriendo sus habitantes, y los de la vecina Acinipo, la cualidad de ciudadanos romanos.
En el siglo V, con el fin del Imperio romano, la ciudad es tomada por los suevos al mando de Rechila, pasando después por un período bizantino, en el que Acinipo fue definitivamente abandonado, hasta que Leovigildo la integró en el reino visigodo.

### Edad Media

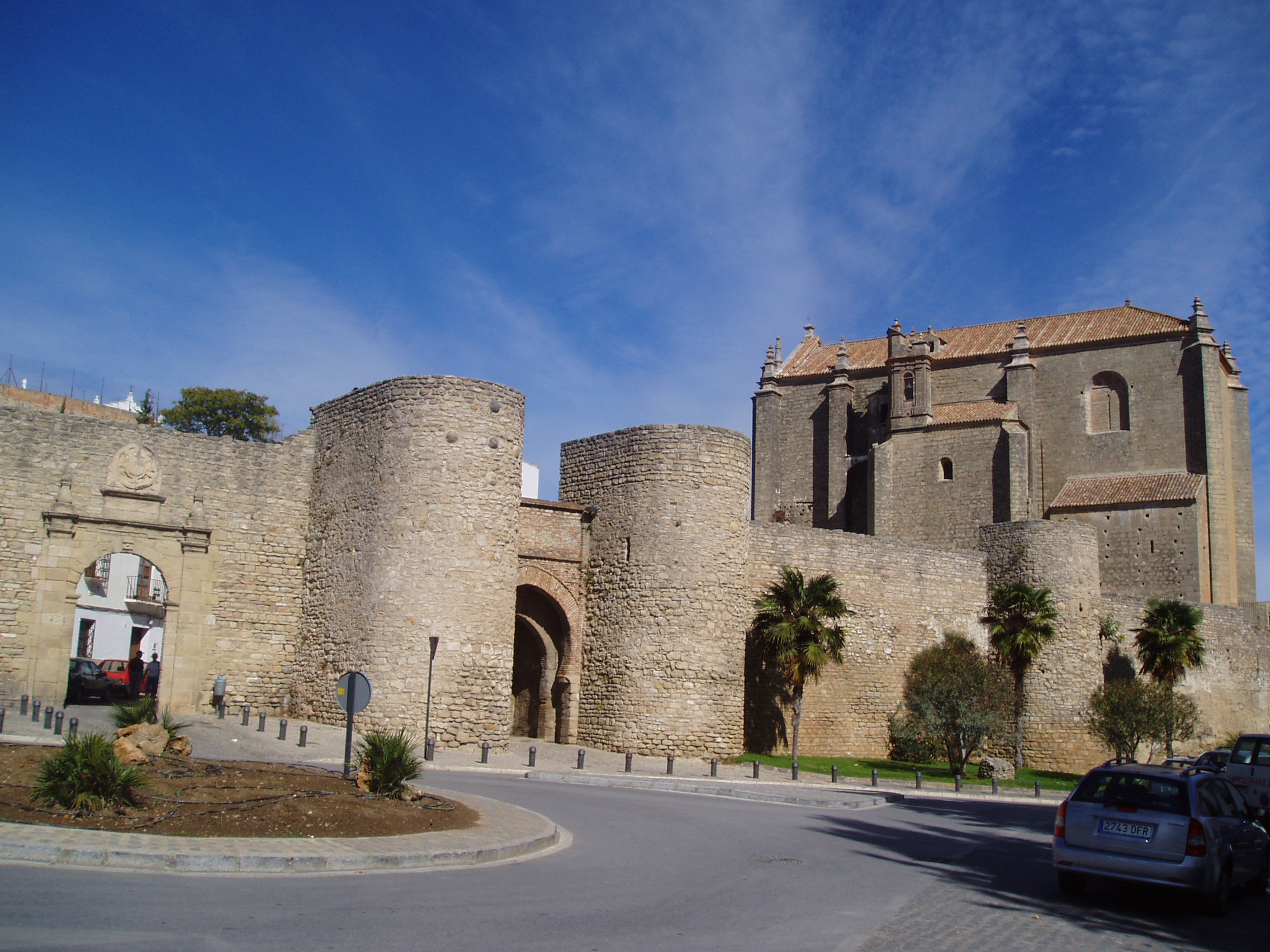
Puerta de Carlos V y puerta del Almocábar de las murallas de Ronda. A la derecha, la iglesia del Espíritu Santo

En el 711 se produce la invasión musulmana de la península ibérica y, en 713, la actual Ronda abre sus puertas, sin presentar batalla, al jefe musulmán Zaide Ben Kesadi El Sebseki. La ciudad pasa a denominarse Izn-Rand Onda (la ciudad del castillo) convirtiéndose en la capital de la provincia andalusí de Takurunna.
En Ronda nació el célebre erudito Abbas ibn Firnas (810–887), un inventor, ingeniero, supuesto aviador, químico, médico, poeta, y músico muladí.
Con la desintegración del califato de Córdoba, la cora de Takurunna pasa a convertirse en la Taifa de Ronda (Banū Ifrēn), un reino independiente regido por Abu Nur Hilal Ben Abi Qurra, y será durante este período cuando se crea la mayor parte del patrimonio monumental con que cuenta el casco histórico de Ronda y los arrabales. Abu Nur Hilal fue sucedido por su hijo Abú Nasar quien tras morir asesinado provocó que Ronda pasara a formar parte del reino sevillano de Al-Mutadid.
El período islámico de la ciudad finaliza cuando, el 22 de mayo de 1485, el rey Fernando el Católico logra tomarla tras un prolongado asedio. Tras la conquista muchos de los monumentos erigidos por los musulmanes son remodelados adecuándose a la nueva situación que vive la ciudad, que inicia un nuevo florecimiento que la hace crecer extendiéndose en nuevos barrios como los del Mercadillo y San Francisco, pasando a conocerse el antiguo núcleo árabe como “La Ciudad”.

### Edad Moderna
Durante la guerra de las Comunidades de Castilla (1520-1521), Ronda, como la mayoría de las ciudades de Andalucía, se mantuvo en lealtad a Carlos I y envío sus diputados a la liga anticomunera celebrada en La Rambla. En caso de tener la provincia que enfrentarse militarmente a los rebeldes, se acordó que aportaría 100 infantes. Cierto también que existieron ciertas tensiones entre el regimiento y el corregidor, pero fueron solventadas pronto por el marqués de Mondéjar.
En 1572 se funda la Real Maestranza de Caballería de Ronda con fines de entrenamiento para la defensa y las guerras del reino. Entre los siglos XVI y XVII se conforma el grueso de la ciudad como se conserva en la actualidad. La antigua medina toma el nombre de La Ciudad, mientras que al barrio del Espíritu Santo se le llama barrio Alto y al barrio de San Miguel, barrio Bajo. Los nuevos barrios de San Francisco y del Mercadillo experimentan un gran desarrollo constructivo, dotándose de posadas, iglesias y monasterios.
En el siglo XVIII la ciudad vive una etapa de importantes construcciones entre las que destacan el Puente Nuevo, que ha pasado a considerarse el símbolo de la ciudad, y la plaza de toros, una de las más antiguas y monumentales del mundo, ambas obras de Martín de Aldehuela. A partir de esa época se crean los mitos románticos de bandoleros y toreros.

### Edad Contemporánea
La invasión napoleónica y la sucesiva Guerra de Independencia tuvo una especial virulencia en Ronda y su serranía. El castillo del Laurel, alcazaba de Ronda, es derribado por los franceses en su retirada y muchos molinos y cultivos quedaron arruinados, quedando la zona en una situación precaria. La ciudad estuvo sujeta al pago de elevados impuestos y víveres diarios, que asfixiaban la economía local. La producción industrial y la ganadera se redujeron a menos de la mitad y un tercio de las huertas se arruinaron debido al gran número de rondeños que se marcharon a las montañas a luchar contra los franceses. De hecho, la población se redujo de 15 600 habitantes a 5000 en tres años.
La invasión francesa es el origen del fenómeno del bandolerismo en la zona, debido a la formación de guerrillas para combatir a los invasores, que tras los estragos de la guerra, se quedaron sin recursos de subsistencia y hubieron de dedicarse al asalto de caminos y el contrabando de productos de Gibraltar. Este fenómeno fue ampliamente explotado por los viajeros románticos como Washington Irving, Mérimée, Ford o Doré, que tomaron Ronda como fuente de inspiración, mezclando la historia real con la ficción, forjando la imagen romántica que aún tiene la ciudad.

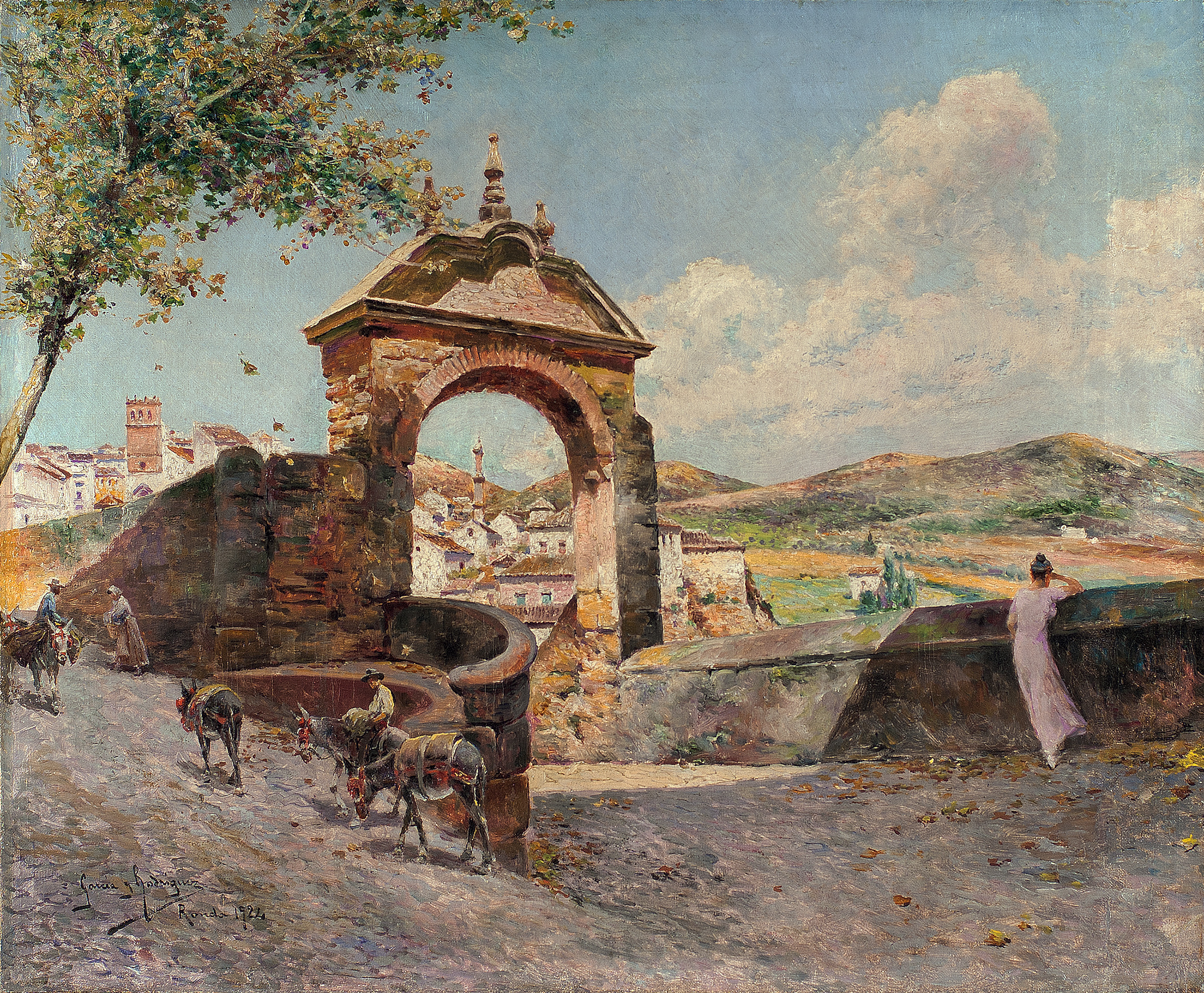
Ronda en una pintura de 1924 de Manuel García y Rodríguez

Durante los siglos XIX y XX la actividad económica de Ronda sigue siendo principalmente rural, siendo el punto de encuentro para los habitantes de los pueblos de la Serranía y teniendo momentos de esplendor a principios del siglo XX con la llegada del ferrocarril.
En 1918 se celebra la Asamblea de Ronda en la que se fijó el actual diseño de la Bandera, el Himno de Andalucía y su escudo. En esa época se empieza a consolidar la Caja de Ahorros de Ronda que ha impulsado fuertemente la economía de la ciudad hasta su desaparición en 1990 al fusionarse con otras entidades bancarias en Unicaja.

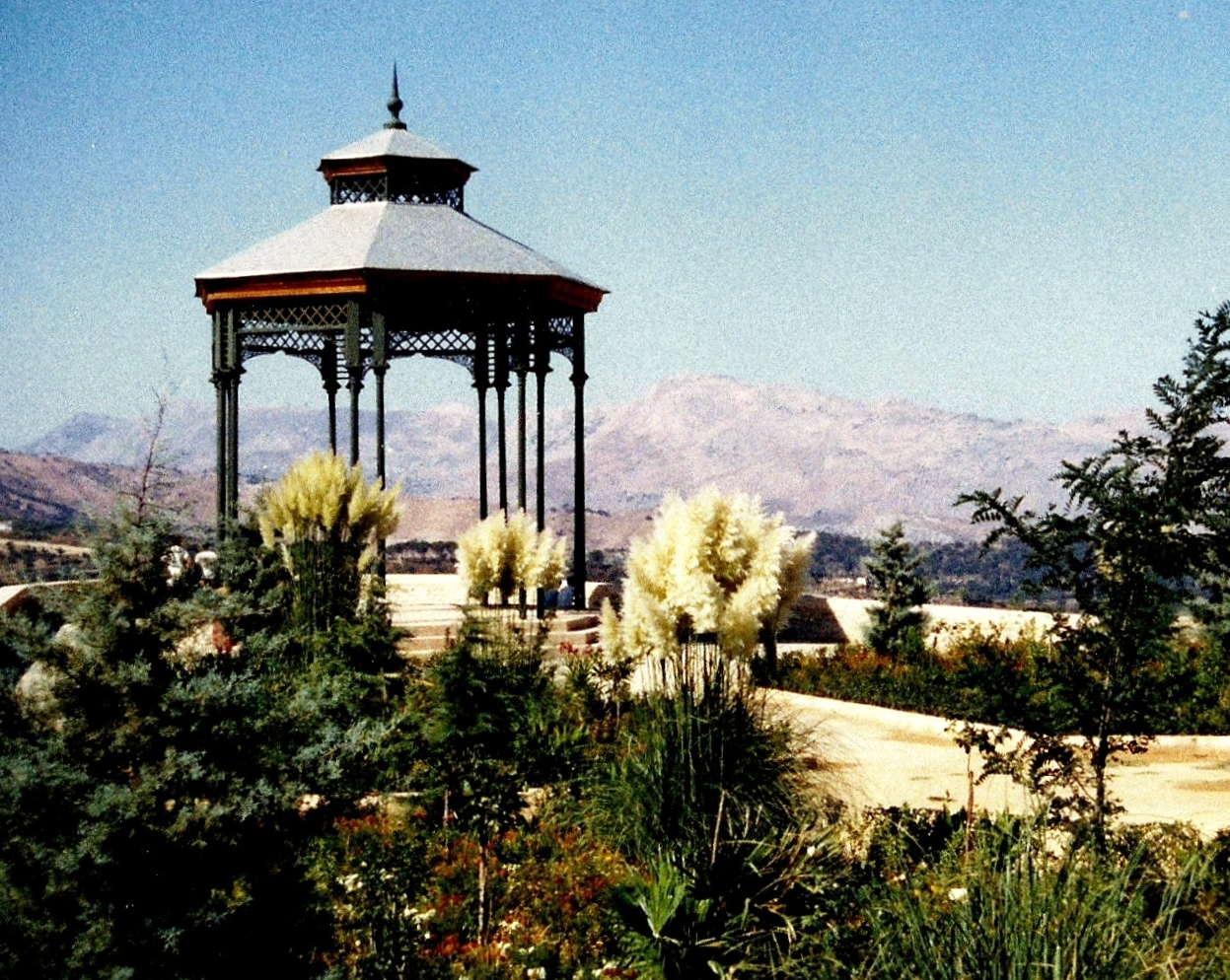
Un parque de Ronda en 1981

En Ronda fracasó el golpe de estado de 1936, permaneciendo la ciudad leal a la república. Los carabineros se opusieron a los golpistas, mientras que la Guardia Civil se mantuvo al margen, y tras un intercambio de tiros entre los militares sublevados falangistas y la población, que confraternizó con los carabineros, fueron estos detenidos por orden del alcalde. Los milicianos republicanos, a partir de la toma de Ubrique y el descubrimiento de listas negras con los nombres de cientos de militantes a quienes se asesinaría al tomar los sublevados la ciudad, junto con el miedo a los prisioneros tras destaparse una conjura por la que estos ayudarían a las tropas falangistas en su asalto, desencadenó una serie de ejecuciones, en las que se calcula (difícil por la controversia y la propaganda durante la dictadura) que se fusiló a 317 personas, la mayoría banqueros, aristócratas y otras personas afines a los sublevados, etre ellos el profesor de filosofía Joaquín Amigo, amigo de García Lorca) hecho del que se hizo eco Ernest Hemingway en su obra Por quién doblan las campanas. Después de la guerra la ciudad vivió una crisis demográfica provocada por la devastación del territorio, el colapso de la economía, la represión política y la emigración, pero a partir de finales de los años 40 comenzó una recuperación poblacional.

## Demografía
Ronda cuenta con una población de 33 451 habitantes (INE 2024).
| Gráfica de evolución demográfica de Ronda entre 1842 y 2021 |
| |
| Población de derecho según los censos de población del INE Población de hecho según los censos de población del INEEn 1877 crece el término del municipio porque incorpora a Serrato |

Hasta el año 2014, se le sumaba la población de las localidades de Serrato y Montecorto, siendo primero pedanías rondeñas, y, desde 1999 y 2002 respectivamente, entidades locales autónomas (o ELA). En 2014 ambas se convirtieron en municipios independientes. Ronda y los pequeños pueblos de los alrededores conforman la Serranía de Ronda.

## Economía

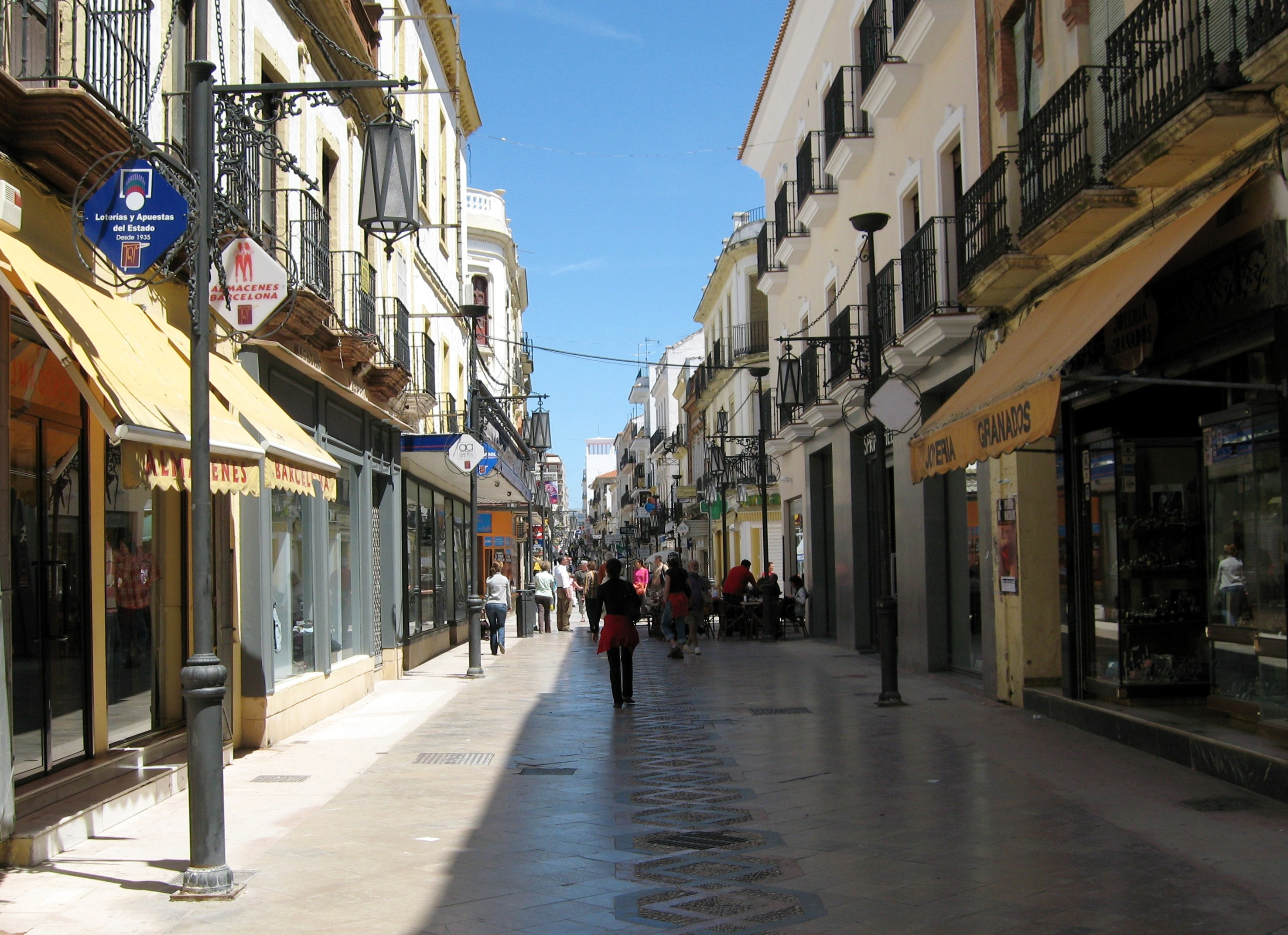
La Carrera Espinel, también conocida como calle de la bola, es la principal vía comercial de la ciudad.

Ronda se dedica principalmente al turismo cultural y rural. Hay algunas industrias agroalimentarias y de muebles, y una gran cantidad de pequeños comercios y restaurantes pensados para satisfacer la demanda de los turistas que vienen cada día en excursiones procedentes de la Costa del Sol. Ronda se ha convertido en una de las ciudades más visitadas de Andalucía gracias a su gran patrimonio monumental, su entorno físico y natural y su cercanía a los grandes centros del turismo de masas del litoral mediterráneo. Otro de los intereses añadidos es la implantación de varias bodegas de vino de calidad.

### Sector primario
Uno de los caracteres principales de la economía comarcal es la permanencia de pequeñas unidades productivas de difícil capitalización. El sector primario (25 % de la población activa), se caracteriza por la rotación de cultivos de secano en la zona de la meseta, que es la zona con mayor superficie agrícola (cereal-leguminosas-girasol), y la producción de aceituna que se moltura en las almazaras locales, tanto en la meseta como en los valles. En éstos, la actividad agrícola se puede considerar marginal y de autoconsumo, orientando su territorio hacia la producción ganadera extensiva y el aprovechamiento de los recursos forestales, aunque poco a poco surgen distintas iniciativas para potenciar el sector.

### Sector secundario
El sector secundario, (31 % de la población activa), se caracteriza por un marco industrial atomizado, de muy baja actividad y dinamización, siendo el subsector de la construcción (18 %) el que ha tenido un crecimiento más espectacular, acogiendo parte de la población primaria. Dentro de la industria transformadora, la agroalimentaria (cárnica, láctea y oleica) es la de mayor tradición y actividad. Actividades artesanales como el mueble rondeño y productos metálicos están muy consolidadas. Son también conocidos los llamados "Chorizos Rondeños", un embutido de excelente calidad y sabor.

### Sector terciario
El sector terciario (39,6 % de la población activa), se caracteriza por estar centralizado en la ciudad de Ronda, reuniendo gran número de pequeñas empresas dedicadas al comercio, hospedaje y transporte, concentrando los servicios sanitarios, las grandes superficies comerciales y las entidades bancarias.

### Evolución de la deuda viva municipal
El concepto de deuda viva contempla sólo las deudas con cajas y bancos relativas a créditos financieros, valores de renta fija y préstamos o créditos transferidos a terceros, excluyéndose, por tanto, la deuda comercial.
| Gráfica de evolución de la deuda viva del Ayuntamiento entre 2008 y 2023                        |
|                                                                                                 |
| Deuda viva del Ayuntamiento de Ronda, en miles de euros, según datos del Ministerio de Hacienda |

## Transportes y comunicaciones

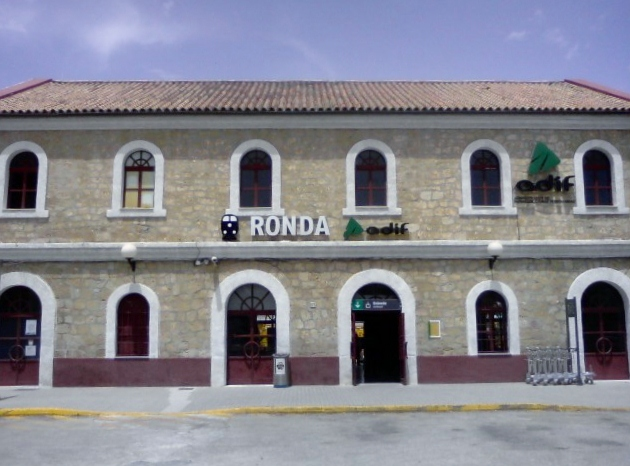
Estación ferroviaria de Ronda

Ronda se comunica con las comarcas colindantes a través de una red de carreteras de valor paisajístico, ya que se atraviesan los numerosos puertos de montaña de la serranía. Los transportes por ferrocarril se realizan con trenes Talgo que comunican a Ronda con Algeciras y Madrid mediante servicios Altaria, y trenes 599 que comunican con Algeciras, Málaga y Granada mediante servicios MD.

### Red viaria
Las principales vías de comunicación en Ronda son: la A-397, que enlaza Ronda con San Pedro Alcántara, en la Costa del Sol, donde enlaza con la A-7 y la AP-7; la A-374, que discurre en dirección noroeste hacia Montecorto y Algodonales y continua con otros nombres hacia Sevilla y Jerez de la Frontera; la A-369, en dirección suroeste atravesando Benadalid y Algatocín hasta Gaucín, donde continua hacia la bahía de Algeciras con el nombre de A-405; la A-367, que une Ronda con Cuevas del Becerro, continuando hacia Teba y Ardales, donde enlaza con otras carreteras que parten hacia Antequera y Málaga a través del Valle del Guadalhorce; y la A-366, que une Ronda con Coín pasando por El Burgo, Yunquera y Alozaina, siendo esta una vía alternativa hacia la capital provincial a través de la sierra de las Nieves.
Otras carreteras de menor capacidad enlazan Ronda con Arriate y Setenil de las Bodegas (MA-7400), Benaoján (MA-7401) y Acinipo (MA-7402).

### Transporte ferroviario
La implantación de estructuras de ferrocarril para las ciudades generó un gran impulso económico y crecimiento a otras ciudades lejanas. El ferrocarril, en sus comienzos, fue un elemento de conexión clave hacia el exterior que trajo grandes beneficios a los sitios que contaban con puntos de estación. Sin embargo,  las vías condicionaron a las estructuras urbanísticas al funcionar como un “efecto barrera”, limitando la circulación interna por el corte que imponía en las tramas urbanas, que se vieron afectadas en su desarrollo por el trazado de la red ferroviaria. Respecto al “efecto barrera”, consta que las vías de ferrocarril podrían generar un límite en el crecimiento urbano.
La primera etapa, en Ronda, surge en el año 1895 cuando las vías férreas se implantan por fuera del sector  desarrollado, sin tener una incidencia considerable en el tejido urbano. Adentrándose en la segunda etapa, en el año 1977, es cuando la ciudad en su crecimiento “alcanza” el ferrocarril sin sobrepasarlo, éste se convierte en un borde al crecimiento urbano. Por último, la tercera etapa, en el año 1995, surge cuando la ciudad “sobrepasa” el ferrocarril, éste se entiende como una barrera urbana real al estar dentro de un área desarrollada, y suele generar problemas de funcionalidad y de seguridad vial, como los puentes, pasos a nivel, ruidos, polución e impactos paisajísticos.
Desde la estación de Ronda parten trenes con destino a Algeciras, Málaga, Antequera, Granada, Córdoba y Madrid. El servicio A-5 de Renfe, Algeciras-Granada se realiza tres veces al día en ambos sentidos. También hay un tren diario de Ronda a Algeciras por la mañana, y otro de Algeciras a Ronda por la tarde, y un tren diario a Málaga que regresa por la tarde. De largo recorrido, el servicio Altaria Madrid-Algeciras se realiza dos veces al día en ambos sentidos, con Ronda como una de sus paradas.
La línea de ferrocarril Bobadilla-Algeciras que atraviesa Ronda, fue construida en 1890. Es una vía única sin electrificar y de trazado sinuoso, por lo que solo alcanza velocidades de trayecto bajas. En 2007 se realizaron estudios informativos para adaptar la línea a la alta velocidad. El proyecto incluía una variante en el término municipal de Ronda para evitar la actual travesía en forma de "Z" y la recuperación de la estación de Ronda-La Indiana, actualmente fuera de servicio, como la estación de alta velocidad (AVE) de Ronda. Los trenes de alta velocidad entre Ronda y Antequera-Santa Ana realizarían el trayecto en 20 minutos; y entre Ronda y Algeciras, en 1 hora y 10 minutos. En sucesivos estudios, el proyecto fue perdiendo entidad, hasta quedar reducido a la electrificación del tramo Bobadilla-Algeciras, y la renovación de la plataforma con un tercer raíl que permita el paso de trenes de ancho internacional.

### Autobuses interurbanos
- CTSA-Portillo: Fuengirola, Marbella, Málaga, San Pedro Alcántara y Torremolinos.
- Los Amarillos: Sevilla, Málaga, Grazalema, Olvera, Benaoján y Almargen.
- Transportes Generales Comes: Cádiz, Jerez de la Frontera, Algeciras, Ubrique y Zahara de la Sierra.
- Autocares Lara: Júzcar, Pujerra y Faraján.
- Autocares Sierra de las Nieves: Málaga, Coín y Setenil de las Bodegas.[28]

Ronda no se encuentra integrada en el Consorcio de Transporte Metropolitano del Área de Málaga, pero alguna de las líneas que operan en su territorio discurren parcialmente en su ámbito. Dichas líneas son las siguientes:
| Línea | Trayecto             | Recorrido y Horarios |
| ----- | -------------------- | -------------------- |
| M-231 | Málaga-Pizarra-Álora | Recorrido y Horarios |
| M-331 | Málaga-Zalea-Ronda   | Recorrido y Horarios |

### Autobuses urbanos
El servicio de autobuses urbanos de Ronda está operado por la empresa Autocares Lara y se compone de tres líneas, que realizan los siguientes recorridos:
| Línea   | Trayecto                              | Primer autobús | Último autobús |
| ------- | ------------------------------------- | -------------- | -------------- |
| Línea 1 | Estación autobuses -Hospital Serranía | 8:35           | 19:35          |
| Línea 2 | Hospital -San Francisco-Dehesa        | 8:25           | 19:25          |
| Línea 3 | La Dehesa - Barriada Almocábar        | 8:20           | 13:20          |

## Administración y política

### Gobierno municipal

Escudo heráldico de la ciudad

La administración política de la ciudad se realiza a través de un Ayuntamiento de gestión democrática cuyos componentes se eligen cada cuatro años por sufragio universal. El censo electoral está compuesto por todos los residentes empadronados en Ronda mayores de 18 años y nacionales de España y de los restantes Estados miembros de la Unión Europea. Según lo dispuesto en la Ley del Régimen Electoral General, que establece el número de concejales elegibles en función de la población del municipio, la corporación municipal de Ronda está formada por 21 concejales.
Desde la restauración de la democracia en España se han alternado al frente del consistorio rondeño el Partido Socialista Obrero Español de Andalucía (PSOE-A) y el Partido Andalucista (PA), excepto por un breve período en el que gobernó el Partido Popular Andaluz (PP). En las elecciones municipales de 2007 el Partido Andalucista fue la lista más votada y consiguió 9 concejales frente a los 7 obtenidos por el PSOE-A, los 4 del PP y el único conseguido por Izquierda Unida Los Verdes-Convocatoria por Andalucía.

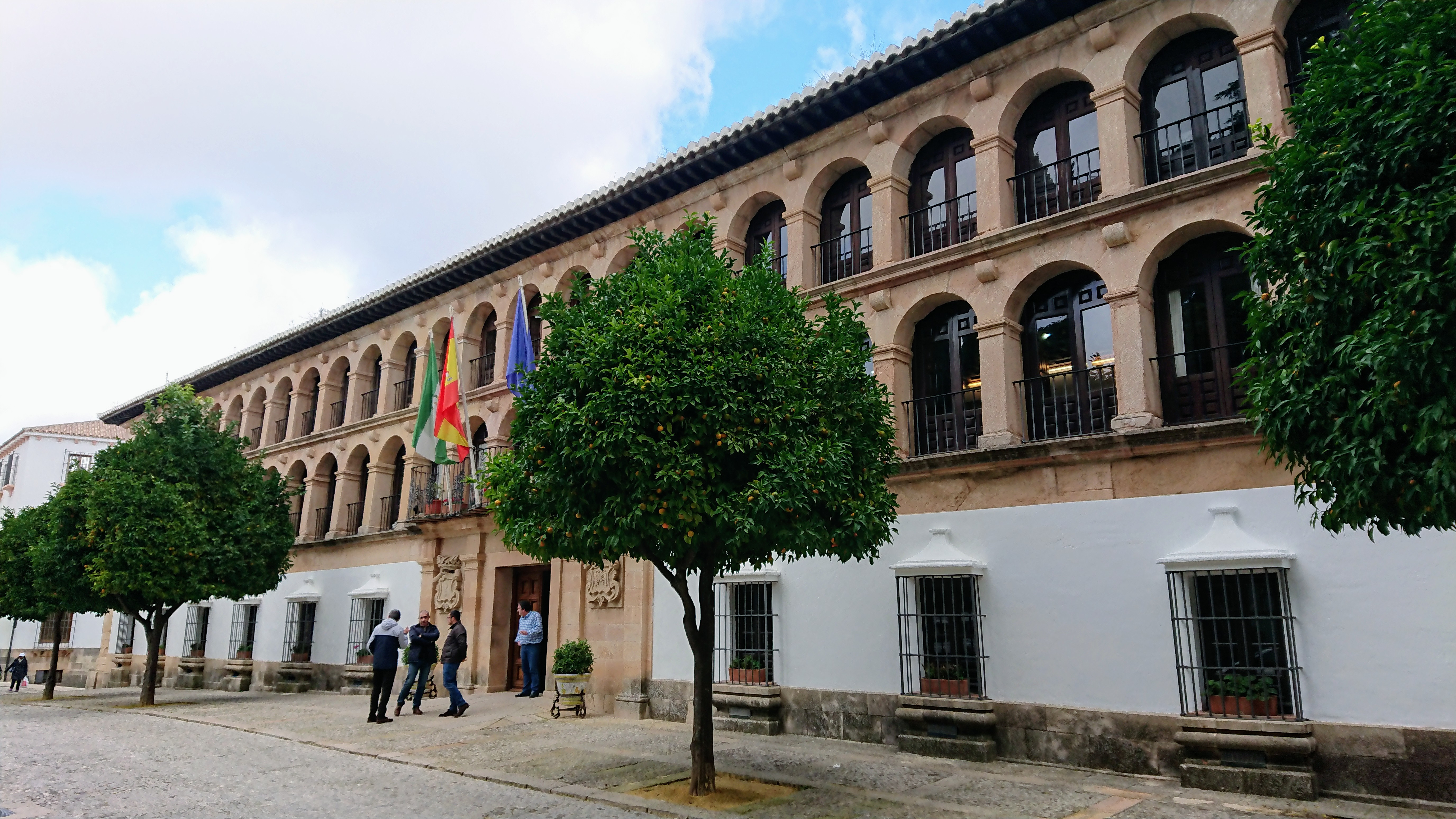
Ayuntamiento de Ronda

Durante la legislatura 2003-2007, en la que el PSOE-A resultó la fuerza más votada, un pacto entre el Grupo Independiente Liberal, el PP y el PA arrebató la alcaldía a los socialistas y nombró alcalde al candidato andalucista Antonio Marín Lara, quien sería el candidato más votado en las siguientes elecciones municipales. Este acusó al PSOE de controlar la Agencia Española de Protección de Datos cuando fue multado en 2008 por este organismo por vulnerar la intimidad de los rondeños al valerse de los datos privados del ayuntamiento para felicitar la Navidad de 2005 a sus vecinos con tarjetas ilustradas con el logotipo de su partido. Sin embargo, en junio de 2009 Marín Lara y sus ocho compañeros de partido que ocupan cargos de concejales deciden pasarse al PSOE-A, con lo que este partido vuelve a gobernar en el ayuntamiento de Ronda, y el Partido Andalucista se queda sin representación en el consistorio y además pierde el municipio más importante que gobernaba en la provincia de Málaga.
En las elecciones de 2011, el PSOE gana las elecciones en número de votos pero empata con el PP en concejales. Un pacto entre este último y el PA permite investir a María de la Paz Fernández alcaldesa de Ronda.
| Periodo   | Nombre                           | Partido | Partido                                                 |
| --------- | -------------------------------- | ------- | ------------------------------------------------------- |
| 1979-1983 | Juan Harillo Ordóñez             |         | Partido Andalucista (PA)                                |
| 1983-1987 | Julián de Zulueta y Cebrián      |         | Partido Socialista Obrero Español de Andalucía (PSOE-A) |
| 1987-1991 | Manuel García Rubio              |         | Partido Socialista Obrero Español de Andalucía (PSOE-A) |
| 1991-1999 | Juan Fraile Cantón               |         | Partido Socialista Obrero Español de Andalucía (PSOE-A) |
| 1999-2003 | José Herrera Raquejo             |         | Partido Popular de Andalucía (PP)                       |
| 2001-2003 | Juan Benítez Melgar              |         | Partido Socialista Obrero Español de Andalucía (PSOE-A) |
| 2003-2004 | Isabel Aguilera                  |         | Partido Socialista Obrero Español de Andalucía (PSOE-A) |
| 2004-2009 | Antonio Marín Lara               |         | Partido Andalucista (PA)                                |
| 2009-2011 | Antonio Marín Lara               |         | Partido Socialista Obrero Español de Andalucía (PSOE-A) |
| 2011-2016 | María de la Paz Fernández Lobato |         | Partido Popular de Andalucía (PP)                       |
| 2016-2019 | María Teresa Valdenebro Ríos     |         | Partido Socialista Obrero Español de Andalucía (PSOE-A) |
| 2019-act. | María de la Paz Fernández Lobato |         | Partido Popular de Andalucía (PP)                       |

| Partido político                                         | 2023  | 2023  | 2023       | 2019  | 2019  | 2019       | 2015  | 2015  | 2015       | 2011  | 2011  | 2011       | 2007  | 2007  | 2007       |
| Partido político                                         | %     | Votos | Concejales | %     | Votos | Concejales | %     | Votos | Concejales | %     | Votos | Concejales | %     | Votos | Concejales |
| Partido Popular de Andalucía (PP)                        | 45,21 | 7078  | 12         | 34,62 | 5460  | 9          | 29,50 | 4475  | 7          | 29,14 | 5406  | 7          | 17,95 | 3197  | 4          |
| Partido Socialista Obrero Español de Andalucía (PSOE-A)  | 32,64 | 5111  | 8          | 26,61 | 4196  | 6          | 26,18 | 3972  | 6          | 30,08 | 5581  | 7          | 30,08 | 5358  | 7          |
| Con Andalucía-Izquierda Unida (IU)                       | 5,46  | 855   | 1          | 6,53  | 1031  | 1          | 9,20  | 1395  | 2          | 9,43  | 1749  | 2          | 5,95  | 1060  | 1          |
| Alianza por Ronda (APR)                                  | 0,94  | 148   | 0          | 12,63 | 1992  | 3          | 12,90 | 1957  | 3          | —     | —     | —          | —     | —     | —          |
| Ciudadanos (CS)                                          | —     | —     | —          | 6,35  | 1002  | 1          | —     | —     | —          | —     | —     | —          | —     | —     | —          |
| Contigo                                                  | —     | —     | —          | 5,27  | 832   | 1          | —     | —     | —          | —     | —     | —          | —     | —     | —          |
| Partido Andalucista (PA)-Espacio Plural Andaluz (EP-And) | —     | —     | —          | —     | —     | —          | 11,82 | 1793  | 3          | 24,79 | 4600  | 5          | 40,14 | 7151  | 9          |

### Justicia
Ronda es la cabeza del partido judicial número 4 de la provincia de Málaga, cuya demarcación comprende a la ciudad más otros 22 municipios de la comarca de la Serranía de Ronda, atendiendo a la población en tres juzgados de instrucción y primera instancia.

## Patrimonio

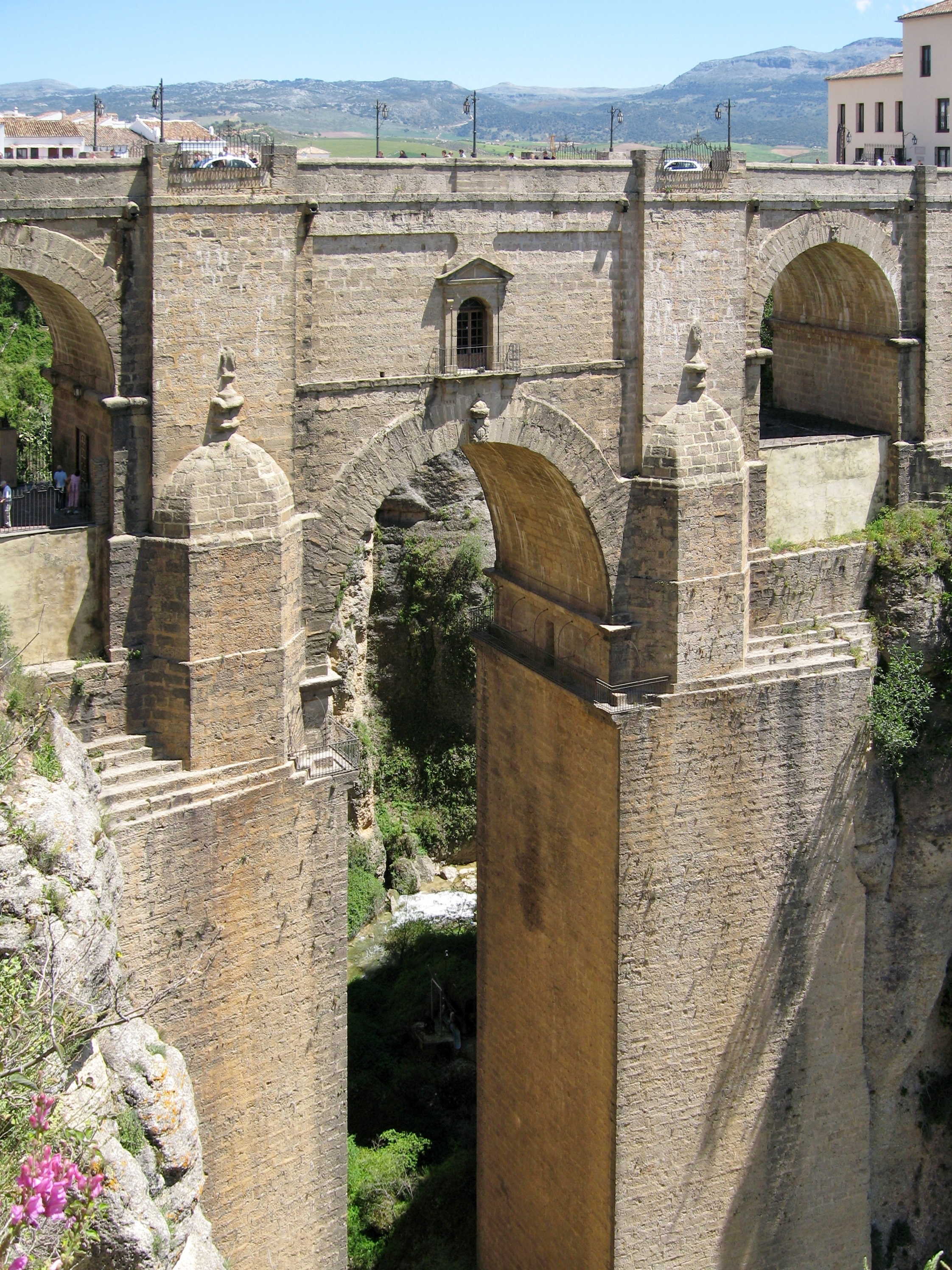
El Puente Nuevo

Entre los monumentos destacables de la ciudad están: 
- El Tajo o Puente Nuevo situado sobre la Garganta del Tajo, al lado de la plaza de toros. Es un símbolo de Ronda y bajo él hay una distancia de 100 metros aproximadamente hasta llegar al río Guadalevín. Además, este puente une la zona antigua de la nueva en Ronda.
- El Puente Viejo que anteriormente se consideraba "nuevo" hasta que se construyó el otro puente. El Puente Viejo comunicaba la ciudad y el barrio del mercadillo. Se considera de época árabe. Tras la conquista cristiana a finales del siglo XV, el puente viejo quedó destrozado. Se restauró en el siglo XX y el que hoy podemos ver se eleva a 31 metros del río y su arco mide 10 metros.
- El Palacio de Mondragón se encuentra el museo municipal. Construido en 1314 por el rey Abomelik, fue utilizado más adelante como residencia principal de los reyes Isabel y Fernando.
- El palacio del Rey Moro y La Mina era, según cuenta la leyenda, la residencia del rey Almonated, del cual se dice que se bebía el vino en los cráneos de sus enemigos.
- Santuario de la Virgen de la Paz Coronada (Ronda), Patrona de Ronda. Bella iglesia del siglo XVI, con retablos de estilo rococó y que alberga las obras de arte sacro más importantes de la ciudad, entre ellas el Cristo de la Sangre -de Pedro Duque Cornejo - y la virgen de la Paz del S. XIII
- El Puente árabe se encuentra a pocos metros de los baños árabes. Se accede a este bajando desde el Puente Viejo y el Arco de Felipe V.
- Los Jardines de Cuenca se encuentran en la cornisa del Tajo y se distribuye a través de una serie de terrazas.
- El coso taurino es propiedad de la Real Maestranza de Caballería de Ronda. Además, es una de las plazas de toros más antiguas y monumentales.
- Los baños árabes de Ronda que fueron construidos a finales del siglo XIII. Se emplazaron también junto a la Puerta del Puente siguiendo la costumbre de la época, por la cual los visitantes debían purificarse antes de entrar a la ciudad.
- La alameda del Tajo era conocida anteriormente como Alameda de San Carlos. Es un paseo arbolado y jardín botánico que data de principios del siglo XIX.
- Arco de Felipe V fue construido tras el hundimiento de lo que hoy conocemos como puente antiguo.

Ronda estuvo dividida y aún conserva esta división en tres barrios: el de San Francisco, el más antiguo en donde estuvo enclavado el alcázar; la ciudad, donde se encuentran los grandes edificios, conventos, iglesias y palacios, de calles muy pintorescas con arcos, columnas, artesonados y arabescos que revelan su origen; y, por último, el del Mercadillo, el más moderno, fundado a raíz de la Reconquista, notorio por su barroco caserío, deslumbrante de blancura y enriquecido por las rejerías de sus ventanas, productos de la artesanía local.

### La ciudad
En la parte antigua, conocida como "La ciudad" se encuentra la iglesia Mayor, la iglesia del Espíritu Santo, la casa consistorial, distintos museos, los palacios de Mondragón y Salvatierra, la Casa del Rey Moro por la que se puede bajar al fondo del tajo a través de las escaleras de la mina, la Casa del Gigante, el Alminar de San Sebastián, la desaparecida iglesia de San Sebastián, la Casa de San Juan Bosco, la Puerta de Felipe V y gran cantidad de casas-palacio, callejuelas y plazoletas. 

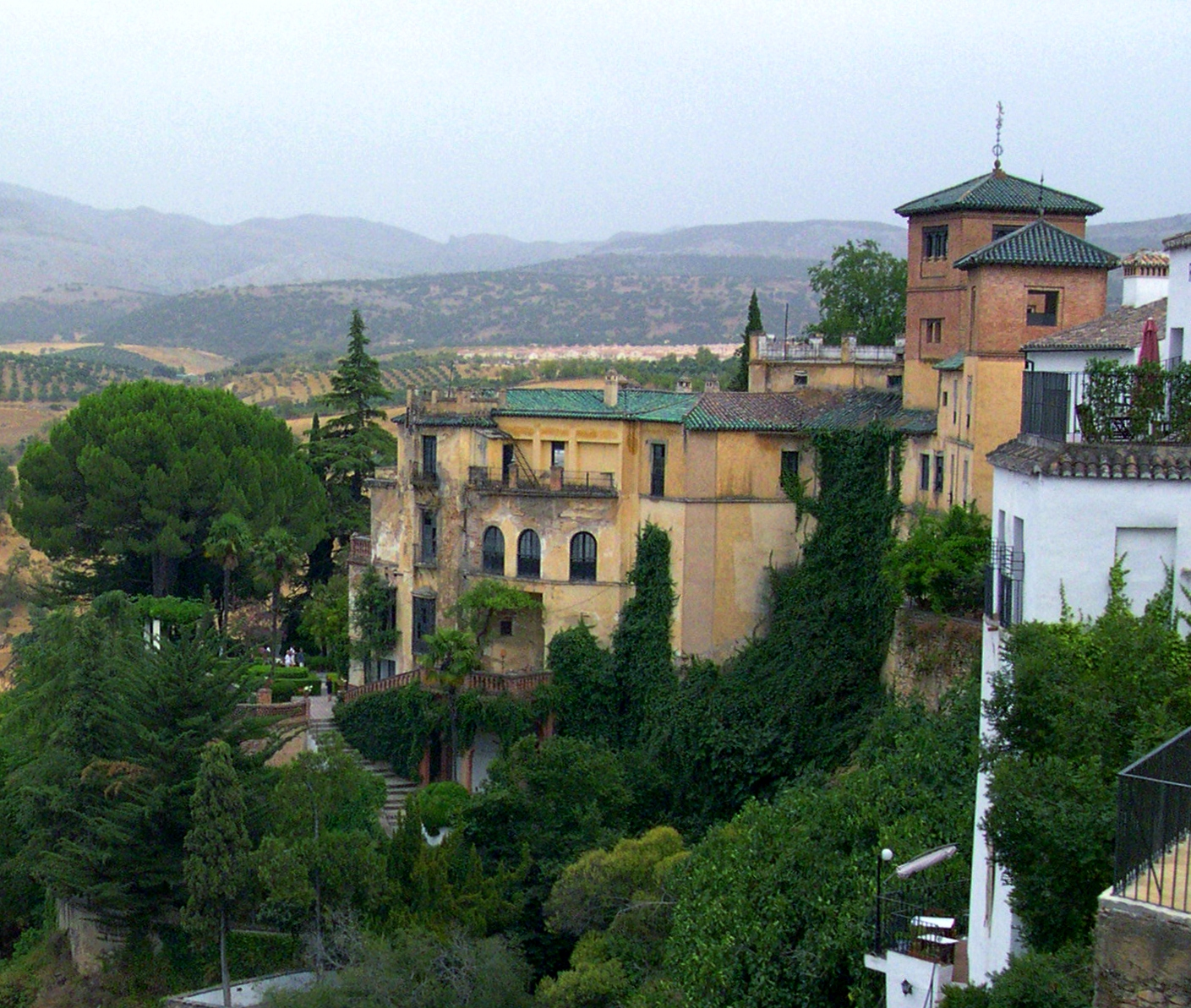
La Casa del Rey Moro

### San Francisco
Pasando la cuesta de las Imágenes se encuentra el barrio de San Francisco, desde el que se observa la Puerta de Almocábar y la muralla árabe que rodeaba Ronda y que llega hasta el puente árabe en cuyo pie destacan los baños árabes, unos de los mejor conservados de España. Destaca el Convento de San Francisco que da nombre al barrio, del que solo se conserva la iglesia, de estilo gótico-mudéjar con una portada de estilo gótico isabelino. Además, en la misma plaza de San Francisco, podemos encontrar los restos que se conservan del primer templo Cristiano construido en Ronda, la ermita de Nuestra Señora de Gracia (Ronda)

### El Mercadillo
En la zona moderna se encuentra el Parador de Turismo construido sobre lo que antes fue el Ayuntamiento y el mercado de Abastos; la plaza de toros de Ronda, propiedad de la Real Maestranza, es una de las plazas de toros más antiguas y de ruedo más grande del mundo; el parque de la Alameda con su balconada sobre el tajo, gran cantidad de vegetación y nuevo Teatro Vicente Espinel; las iglesias del Socorro, La Merced, Santa Cecilia y Padre Jesús entre otras, así como el Templete de la Virgen de los Dolores. 

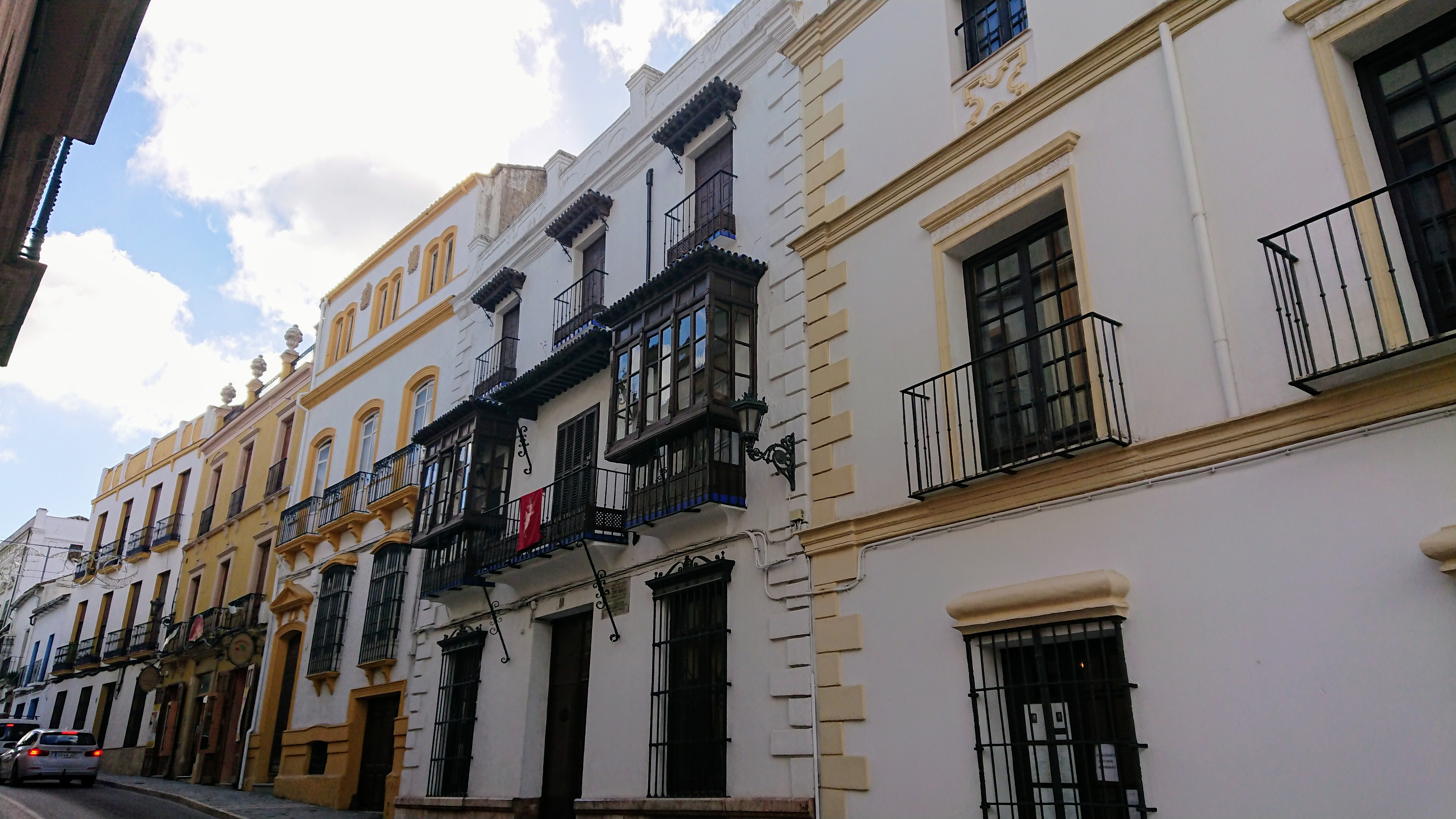
Clásica arquitectura rondeña en el casco urbano

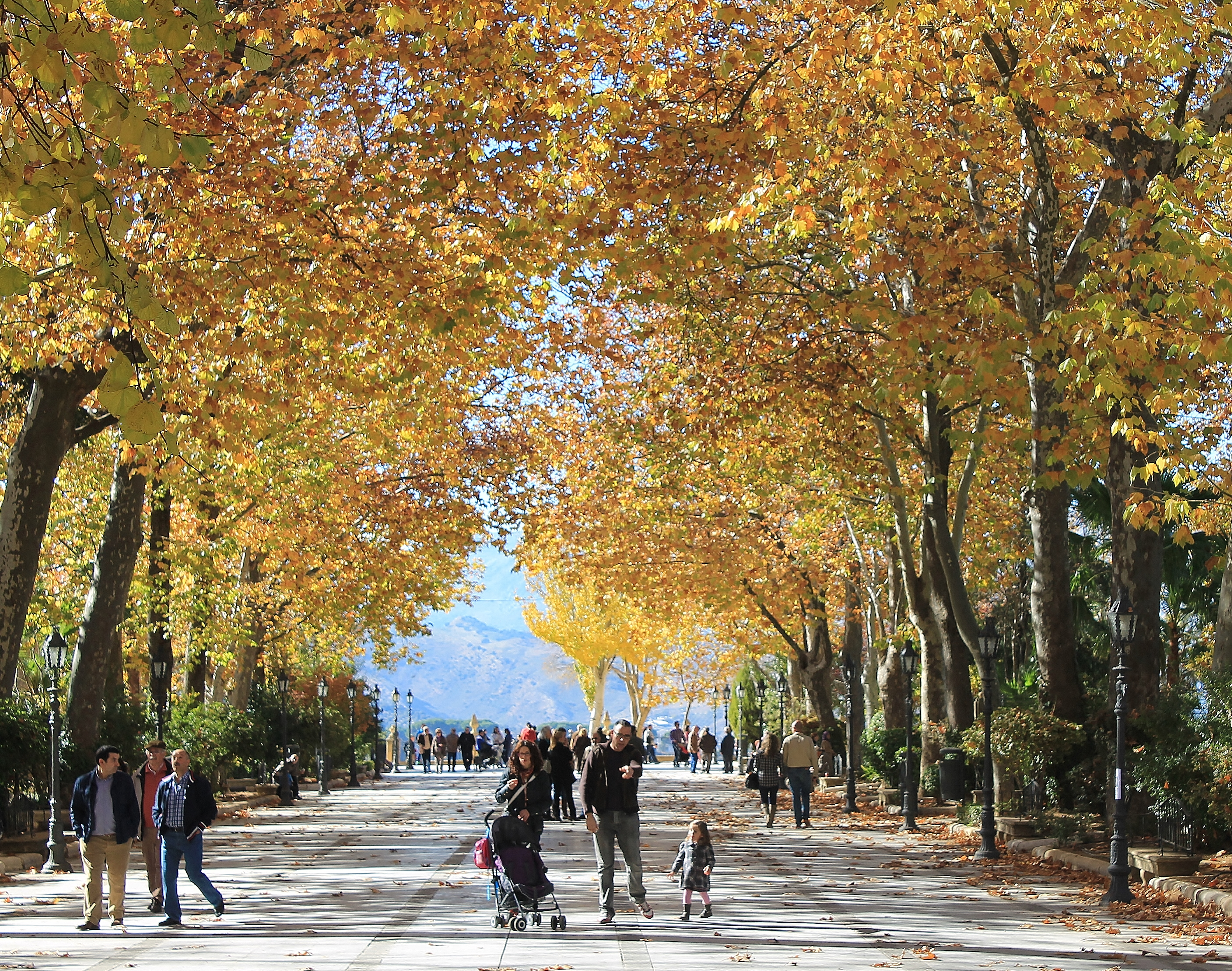
Paseo de la Alameda del Tajo

Otro lugar de interés es la calle Carrera Espinel, de un kilómetro de longitud y peatonal con nueve tramos, conocida popularmente como calle de la Bola. Esta calle debe su nombre, según la tradición, a que los niños hacían bolas de barro cuando llovía, ya que la calle no estaba enlosada y las tiraban desde una punta de la calle rodando hasta el final de la misma; en ella se pueden encontrar tiendas de todo tipo y es donde se desarrolla la vida comercial de la ciudad. A continuación, en dirección norte, se extienden muchos de los barrios modernos de la ciudad.
También en el barrio del Mercadillo se encuentra buena parte del legado artístico modernista y ecléctico de la ciudad, destacando el edificio del Círculo de Artistas o Casino de Ronda, lugar en el que Blas Infante organizó la primera asamblea andaluza, situado en la plaza del Socorro, el kiosco y las farolas de la Alameda del Tajo, el mirador del paseo de Blas Infante, o la farola de la plaza de Carmen Abela, así como numerosas viviendas privadas.

## Cultura

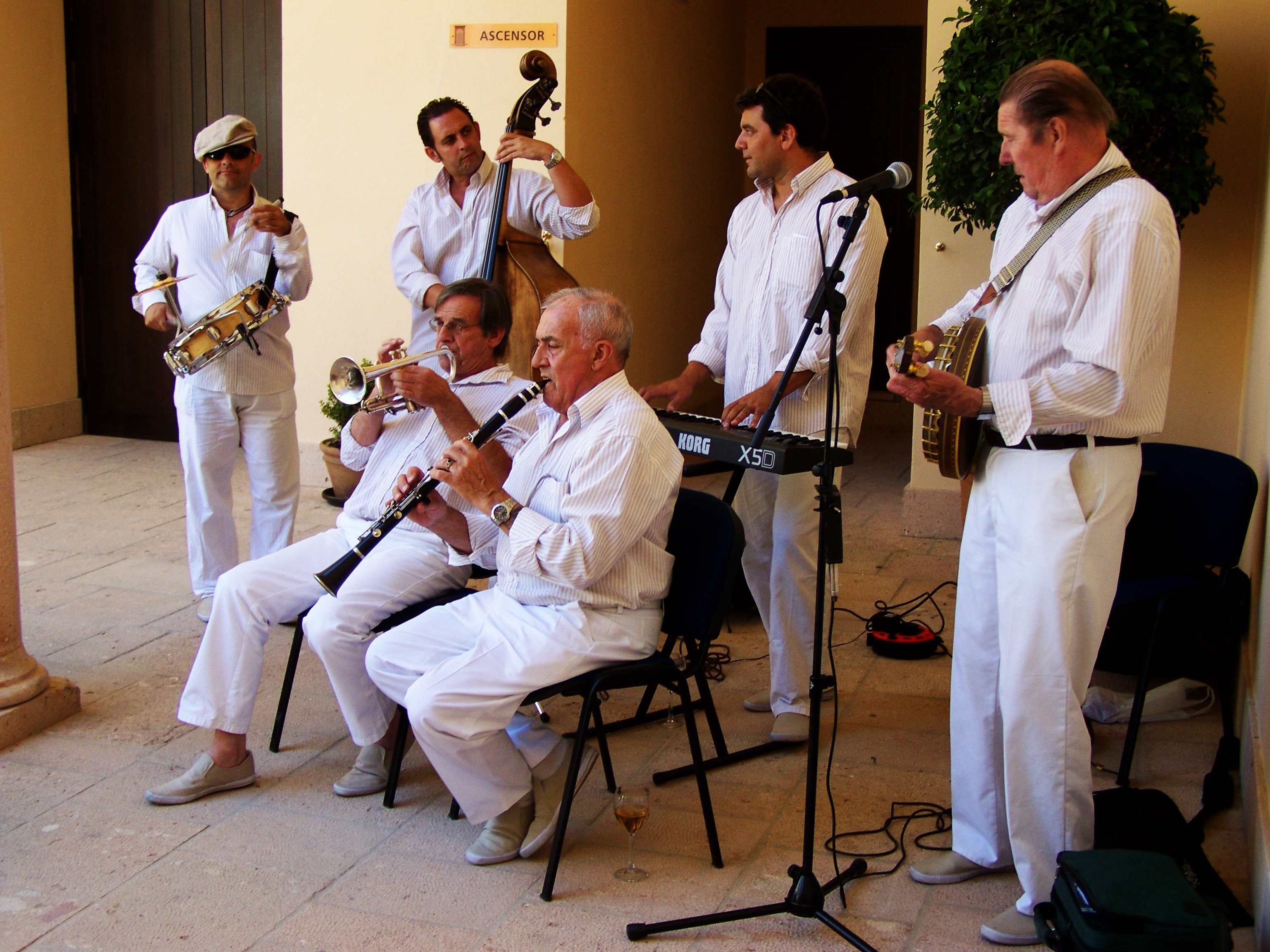
Músicos de Ronda.

### Eventos culturales
En Ronda se celebran tres festivales anuales de música. El Festival de Cante Grande está dedicado al flamenco. Tiene lugar en el mes de agosto y es el más antiguo de la ciudad y uno de los más antiguos de Andalucía, iniciado en 1968. La Gala Folklórica Internacional celebró en 2009 su trigésimo sexta edición. Está organizada por la Asociación Cultural Folklórica Abul-Beka Coros y Danzas de Ronda, y está dedicada a la música folklórica de todo el mundo. Por último, el Festival de verano "Música y Crepúsculos", se celebra regularmente, aunque no todos los años.
Otros eventos culturales son: la Bienal Internacional de Cine Científico organizada hasta su XXVI edición en 2010 por Unicaja y en sus tres últimas ediciones por la ASECIC; el Certamen de pintura, iniciado en 2005; el Concurso Carta de Amor, inaugurado en 2008, la Exposición Colectiva de Pintores, desde 1988, la Feria de Arte Cofrade, iniciada en 2009; y la Feria del libro, que tiene lugar en noviembre. Además, Ronda es una de las sedes de los cursos de verano de la Universidad de Málaga.

### Museos

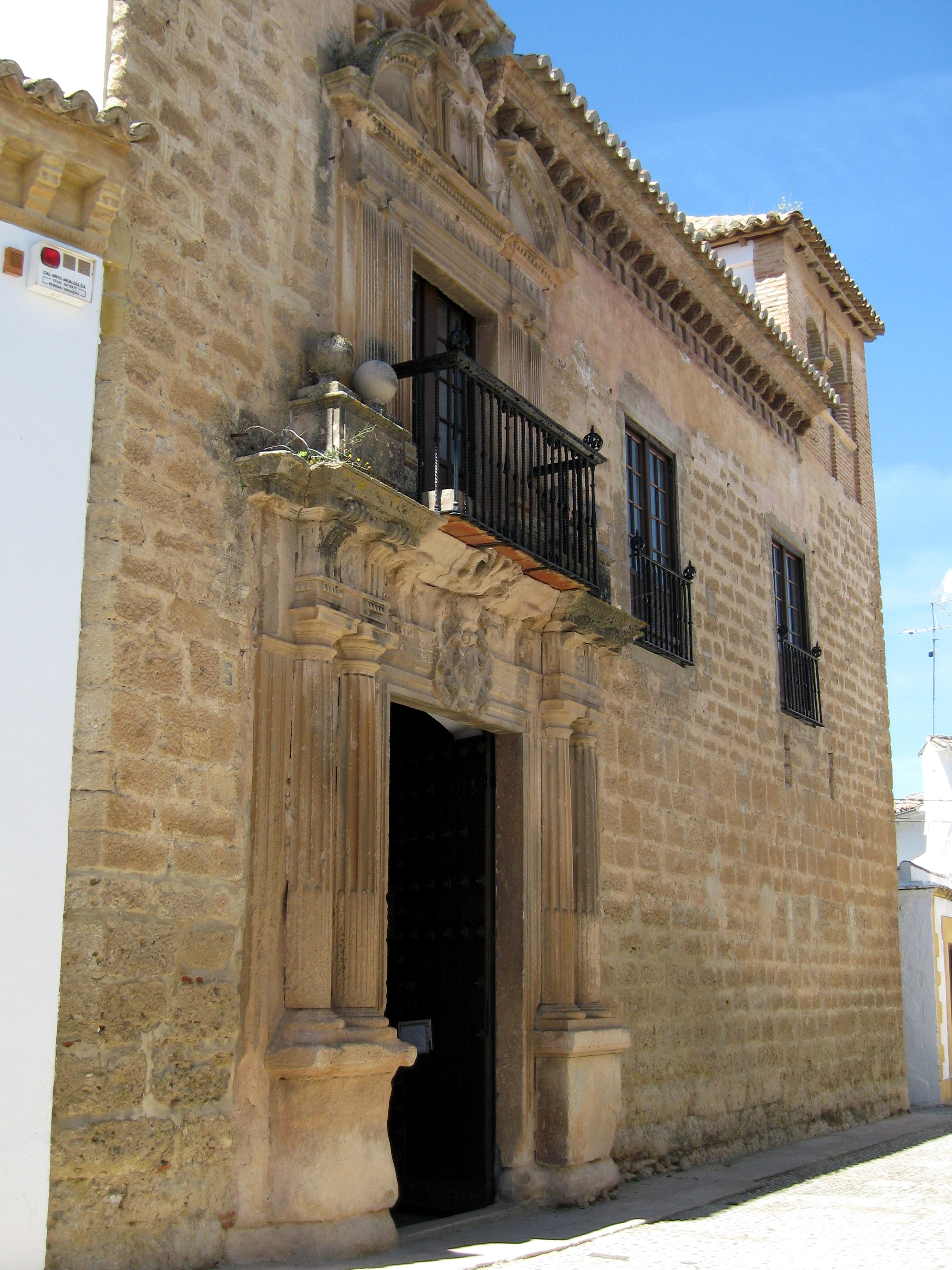
Museo municipal de Ronda

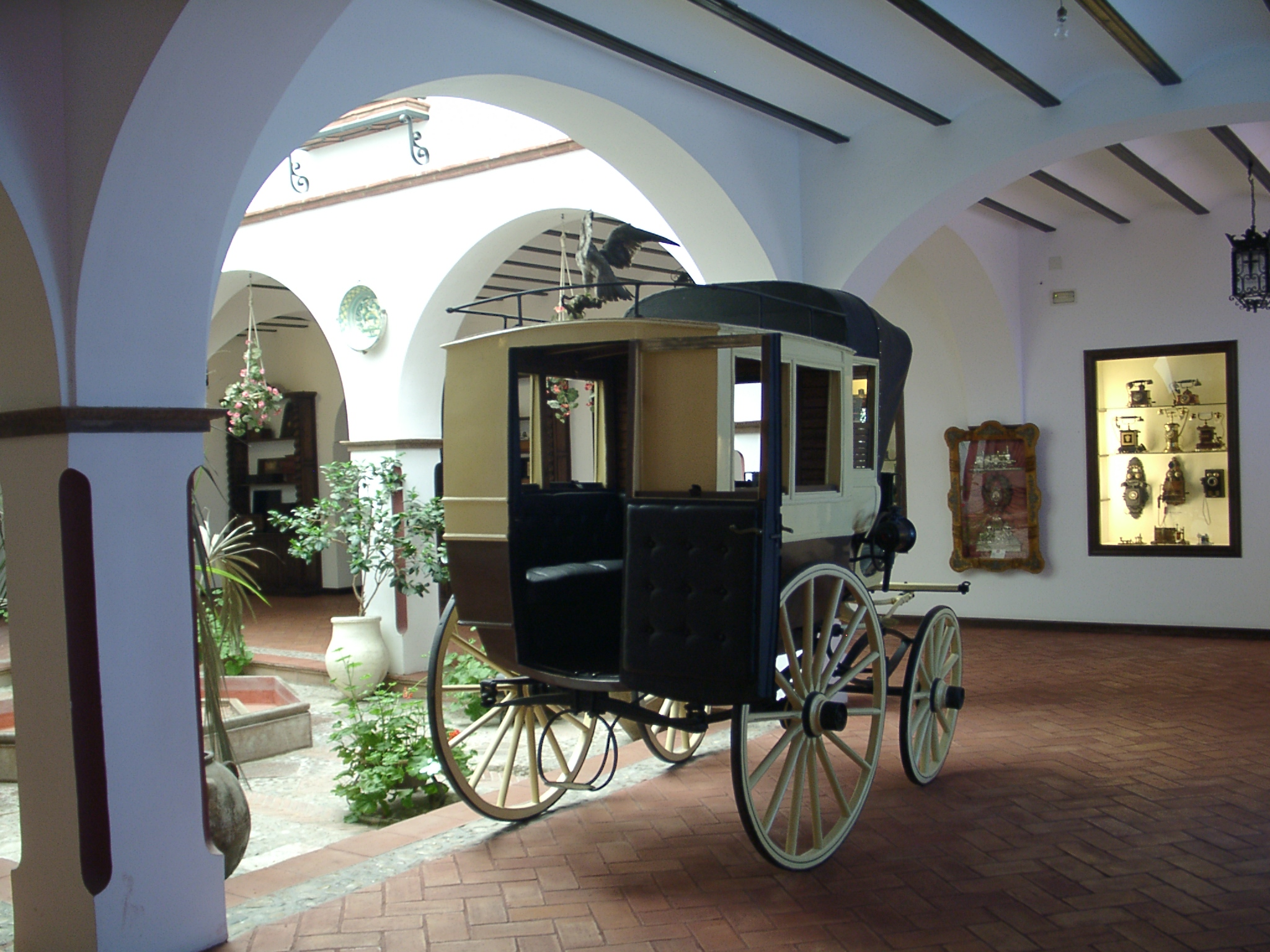
Carruaje en el Museo Lara

- Museo municipal de Ronda: situado en el Palacio de Mondragón, está constituido por fondos de los restos de excavaciones llevadas a cabo en el municipio y donaciones de colecciones particulares. Se proyectan cuatro grandes áreas temáticas, de las que solo se ha instalado por el momento la correspondiente a arqueología.[47]
- Museo Lara: es un museo de arte y antigüedades situado en la antigua casa-palacio de los Condes de la Conquista de las Islas Batanes, edificio del siglo XVIII. Contiene unas 5000 piezas originales distribuidas en varias salas como las dedicadas a los relojes, las armas, la de arqueología o la de instrumentos musicales.[48]
- Museo de Rilke: se trata de una exposición permanente en la habitación 208 del Hotel Reina Victoria-Husa, con sus detalles de época, en la que estuvo alojado durante su estancia en Ronda el poeta alemán.
- Museo Joaquín Peinado: es una colección centrada en la obra del pintor Joaquín Peinado, situada en el Palacio de los Marqueses de Moctezuma. Se muestran las distintas etapas creativas del pintor a través de 190 obras gráficas, óleos, acuarelas y encáusticas.[49]
- Museo del vino de Ronda: la muestra permanente del museo se centra en la historia del vino en Ronda, para la cual se han recuperado diversos objetos relacionados con la elaboración de vino en la comarca.[50]

### Fiestas populares

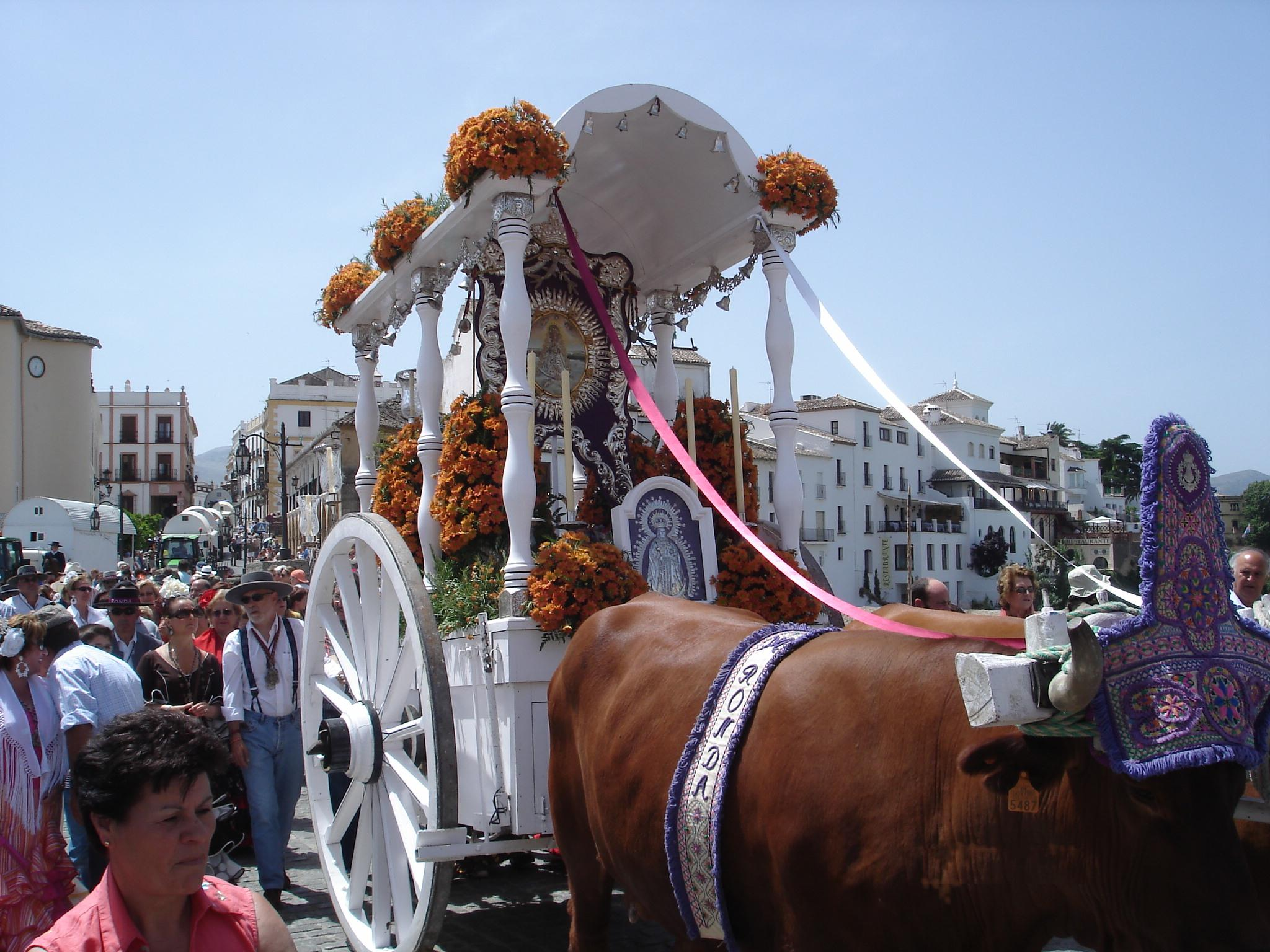
Romería en Ronda

En Ronda se celebran las fiestas tradicionales de Andalucía y otros lugares de España, como son la Cabalgata de Reyes, el carnaval, la Semana Santa, el Corpus y varias ferias y romerías.
La Semana Santa de Ronda está declarada de Interés Turístico Nacional de Andalucía. Desde el punto de vista religioso, es uno de los más importantes acontecimientos que se produce cada año en la ciudad, celebrándose en la semana del primer plenilunio de la primavera. La semana abarca desde el Domingo de Ramos hasta el siguiente domingo, que es el Domingo de Resurrección, sumando en su totalidad hasta 15 desfiles procesionales realizados por 14 hermandades, entre los que destacan el Miércoles Santo con las hermandades de Nuestro Padre Jesús en la Columna y María Santísima de la Esperanza y la Antigua hermandad del Silencio y el Jueves Santo con las hermandades de la Vera+Cruz, El Ecce-Homo y Cristo de la Buena Muerte (La Legión) y, de madrugada, la popular hermandad de Nuestro Padre Jesús Nazareno y la Virgen de los Dolores.

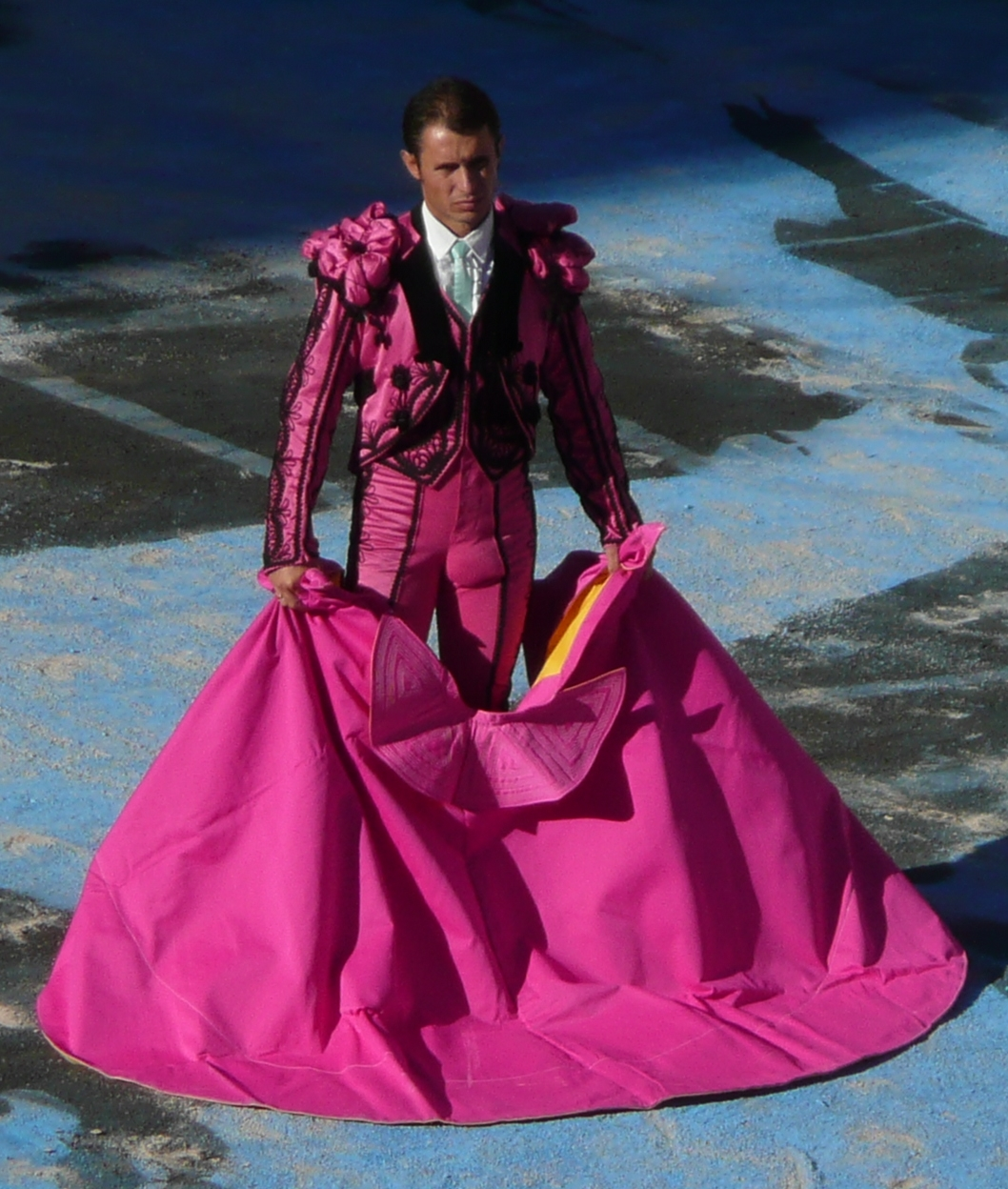
Traje de Goyesco

Las ferias se desarrollan en mayo (feria de mayo más conocida como Ronda Romántica), septiembre (feria de Pedro Romero) y octubre (feria de San Francisco), de las que la de septiembre está declarada de Interés Turístico Nacional de Andalucía, aunque desde 2014 la feria de mayo tiene también un número considerado de turistas por su innovación y por la visita de famosos como Marta Hazas en 2014 como pregonera de esta feria. Esta feria tiene lugar en el centro de la ciudad, donde todos los ciudadanos de Ronda y de pueblos vecinos se visten con trajes de la época romántica, de ahí su nombre. Por otra parte la feria de Pedro Romero, dada en el recinto ferial y en el centro, es llamada así por el gran torero, algo que es muy característico en esta feria, el toreo. Sobre todo, destaca de esta la corrida de Goyesca, llamada así por el pintor Goya, que son un grupo de jóvenes vestidas con el traje de goyesca que consiste en chaquetillas ajustadas, faldas con encaje, madroñeras y mantillas. En esta corrida, el torero también va vestido con el traje conocido también como goyesco. Además, los toreros y goyescas entran a la plaza montados en un carruaje.
El primer domingo de julio tiene lugar la romería de la Virgen de la Cabeza, con salida desde la iglesia de la Merced y entrada en la ermita mozárabe de la Virgen de la Cabeza y en mayo, dos procesiones, la de la Virgen de la Paz Coronada, que ostenta el título de Patrona y alcaldesa de Ronda, y la de la Virgen María Auxiliadora. En junio se celebra el Corpus Christi, en Ronda llamado Corpus Chiquito. Actualmente la feria de mayo recibe el nombre de Ronda Romántica, que tiene como misión que la gente conozca una época histórica en la que eran comunes los bandoleros. Otra de las tradiciones relevantes es el Canto de la Aurora que realizan los hermanos Auroreros por las madrugadas del último domingo de cada mes, así como la procesión de la Virgen de la Aurora que tiene lugar el último sábado de septiembre.
De las fiestas celebradas en las pedanías, destaca, en Puerto Saúco, junto a Acinipo, la fiesta de la Romanía, jornadas ambientadas en la época romana en las que se recrean la vestimenta, la gastronomía y otras tradiciones de la época.

### Artesanía
En Ronda se producen artesanalmente artículos de corcho, cuero, esparto, de piel, forja, marroquinería, muebles de madera, talabartería, talla de mármol y cerámica. Los carpinteros han conseguido crear un estilo propio de muebles de madera que lleva el nombre de la ciudad y para el que se busca denominación de origen. La tradición artesana de la madera se remonta a finales del siglo XIX cuando como consecuencia de la restauración de la Casa del Rey Moro se creó la Escuela de Artes y Oficios de Alfonso XIII, en la que se trabajaba madera de castaño y nogal, abundante en la región.

### Gastronomía
La gastronomía de Ronda se basa en platos sencillos como sopas de tomate y de ajos, potaje de garbanzos o de lentejas, en los espárragos y las setas. Otras especialidades son el chivo asado al estilo serrano, los chorizos al alcohol y la ternera con patatas, pero sobre todo destacan los platos derivados de la caza como la perdiz al tajo y el conejo a la rondeña. También son platos tradicionales las calabazas a la rondeña, las migas con chorizo, las gachas, las habas con tomate, ajo y jamón, las judías con morcilla, la sopa de almendras y de alcachofas, el gazpacho a la serrana, la tortilla a la rondeña y la caldereta de cordero. En repostería destacan las yemas del Tajo y los dulces de las monjas.
Los vinos de Ronda se producen bajo la denominación de origen Sierras de Málaga y están etiquetados con el nombre de la subzona Serranía de Ronda. Si bien la relación de Ronda con la viticultura viene de lejos, como numerosos topónimos lo demuestran, a finales del siglo XIX prácticamente se extingue el viñedo debido a la filoxera. Casi un siglo después renacen con fuerza sus vinos y desde el año 2004, la producción ha aumentado notablemente y se producen vinos blancos, rosados y tintos.

### Ronda en la ficción
- Carmen la de Ronda.
- La serie española de televisión Curro Jiménez, cuya acción se desarrollaba principalmente en la Serranía de Ronda.
- Por quién doblan las campanas, novela de Ernest Hemingway.
- Pokémon: The Rise of Darkrai, donde Pueblo Álamos, lugar donde se desarrolla la película, está basado parcialmente en Ronda.

### Música en Ronda
Ronda puede presumir por su gran cultura musical, así este municipio dispone de su propia banda municipal de música Asociación Musical Aureliano del Real, que cuenta con gran antigüedad y arraigo en la ciudad. Esta se instituyó en 1942 y la asociación se constituyó en 1998. Actualmente es dirigida por David Gutiérrez Postigo de Álora, que ha trabajado con varios artistas nacionales como Diana Navarro, Pasión Vega, Carmen de Carmen, etc. La banda posee dos trabajos discográficos, uno de pasodobles en 2000 y otro de marchas procesionales en 2001.
Hoy en día, la banda es reconocida y apoyada por los rondeños por su buen hacer y gran calidad musical y ésta actúa en eventos relevantes de su ciudad y de su entorno, como conciertos de Navidad, Santa Cecilia patrona de la música, cabalgatas, actos institucionales y certámenes de marchas procesionales, además ha actuado en el certamen Ciudad de Málaga, como anfitriona en el concurso de Bandas de Andalucía celebrado en Ronda, así como en certámenes de Chauchina, Campillos y Málaga. Esta banda es de reconocido prestigio en toda Andalucía y tanto es así que acompaña a múltiples hermandades y participa en otros actos en toda la geografía de esta comunidad e incluso fuera de ella.

### Deporte
- 101 kilómetros de Ronda. Se trata de una competición organizada por la Legión desde 1995. Esta se puede realizar tanto como corriendo, como en bicicleta.
- C.D. Ronda, equipo del Grupo IX de tercera división.
- Ronda Unión Deportiva, club compuesto por más de 300 jugadores de todas las categorías distribuidos en 12 equipos.
- Club Baloncesto Ronda, con casi 100 componentes y 6 equipos, dos de ellos en la máxima categoría del baloncesto malagueño.
- Club de Gimnasia Rítmica AGRA, lidera este deporte en la Serranía de Ronda, llegando a más de 150 participantes en esta bella disciplina deportiva.
- Escuela de karate Seiken, uno de los clubes importantes a nivel andaluz de este deporte y referente local en la práctica de carreras de montaña.

## Localidades hermanadas
- Cuenca (España)[58]
- Chauen (Marruecos)[58]
- Castiglion Fiorentino (Italia)[59]
Onteniente (España)[58]
- Ceuta (España)[60]